# Atentado de Sehwan de 2017
El atentado en el santuario de Shahbaz Qalandar LA'L fue un ataque suicida perpetrado el 16 de febrero de 2017 por un miembro de la organización terrorista Estado Islámico durante una ceremonia sufí en Sindh, Pakistán. El ataque con 99 muertos y más 300 heridos fue reivindicado por el grupo  Estado Islámico. Se inscribe en el contexto de los conflictos armados en el noroeste de Pakistán, que desde el año 2004 enfrentan a las autoridades contra los insurgentes yihadistas. El santuario de Shahbaz Qalandar LA'L es un dargah (mausoleo que alberga la tumba de un santo o derviche sufí) situado en Sehwan, en Jamshoro en la provincia de Sindh, uno de los principales centros de la fe sufí en la región. Honra a Shahbaz Qalandar LA'L, un santo del siglo XII y una de las pocas personas que han recibido el título de Qalandar (exclusivo de los santos sufíes que han alcanzado el mayor grado de espiritualidad).

## Ataque
El ataque tuvo lugar cuando cientos de devotos giraban en una danza extática, bajo la gran cúpula del santuario. Decenas de personas murieron en el acto por la violencia de la explosión, dejando el lugar devastado. Los primeros informes hablaban de 70 muertos, antes de ser revisado al alza hasta las 90 víctimas mortales, además de entre 100 y 350 heridos. Muchos de los heridos sucumbieron a sus lesiones en las horas siguientes al ataque porque el hospital más cercano estaba a un centenar de kilómetros. Muchos de ellos fueron transportados en condición crítica en aviones y helicópteros militares, e incluso en motocicletas y automóviles particulares. El gobierno local de Sindh anunció tres días de duelo seguido por las provincias de Jaiber Pajtunjuá y Baluchistán que observaron un día de luto. Este santuario se hizo famoso por las actuaciones del músico tradicional paquistaní Nusrat Fateh Ali Khan.
.